# Phlogophora rostrifera
Phlogophora rostrifera är en fjärilsart som beskrevs av W. Warren 1912. Phlogophora rostrifera ingår i släktet Phlogophora och familjen nattflyn. Inga underarter finns listade i Catalogue of Life.